# 이즈미추오역 (미야기현)
이즈미추오역(일본어: 泉中央駅, いずみちゅうおうえき)은 일본 미야기현 센다이시 이즈미구 이즈미추오 1초메에 있는 센다이 시 지하철 난보쿠 선의 역이다. 역 번호는 N 01이다. 닉네임은 "베갈타 센다이·센다이 스타디움 앞(일본어: ベガルタ仙台・ユアスタ前)"

## 개요
이즈미추오 부도심의 중심역 기능을 하며, 역 건물은 나나키타타가와키타기시의 하안단구 지형을 교묘히 이용하여 보행자 데크 및 보행자 전용 도로와 주변으로 이어진다. 난보쿠 선 북쪽 끝의 터미널 역이며, 버스 풀과 택시 수영장을 병설하고 파크 앤드 라이드가 추진되고 키스 앤드 라이드용 정차대도 설치되어 있다.
역 건물은 역 시설(지하 1층・1층)과 세입자 층(2층 ~ 6층)이 분리되어 있으며, 역 내에서 역 빌딩으로 가기 위해서는 빌딩 밖으로 한 번 나가야 한다. 역 부근은 나나키타타가와키타기시의 하안단구에 위치하여 북쪽에서 남쪽까지 하강 곡선을 그렸고 역 북단과 남단에서는 약 1 ~ 2층 만큼 높이가 다르다.

## 역사
- 1992년 7월 15일: 영업 개시.
- 2004년 12월 1일: 기타1 출입구 신형 개찰구 공용 개시.
- 2005년 4월 1일: 기타2 출입구와 기타3 출입구 공용 개시. 이즈미 구청과 이즈미티21 근처에서 지하철 역 내로 들어갈 수 있게됨.
- 2010년 2월 20일: 스크린도어 사용 개시.
- 2011년
  - 3월 11일: 동일본 대지진으로 인하여 영업 정지.
  - 3월 14일: 버스 대리 운전에 따라 운행 개시.
  - 4월 29일: 전 노선 복구에 따라 영업 재개.
- 2014년 12월 6일: 이쿠스카 도입[2].
- 2015년
  - 2월 28일: 역 구내 매점이 폐점함.
  - 7월 29일: 훼미리마트 이즈미추오 역점이 개점함[3][4].

## 역 구조
섬식 승강장 1면 2선의 지하역이다. 승강장은 지하 1층, 대합실은 1층에 있다. 동쪽에 유치선이 마련되어 있다.
고토다이코엔 역 관할. 수영장 쪽 출입구 앞에 매점이 있고 구청 쪽 출입구 앞에 정기권 발매소가 있다.
이즈미추오 역에 도착한 열차는 다시 회차하여 도미자와 행으로 운행된다.

### 타는 곳
| 1 | ■ 난보쿠 선 |  | 센다이・도미자와 방면 |  |
| 2 | ■ 난보쿠 선 |  | 센다이・도미자와 방면 |  |

## 이용 상황
- 2015년도
  - 1일 평균 승차 인원: 25,102명[5]

| 연도 | 1일 평균 승차 인원 |
| ---- | ------------------ |
| 2001 | 22,313             |
| 2002 | 22,303             |
| 2003 | 22,383             |
| 2004 | 22,896             |
| 2005 | 23,204             |
| 2006 | 23,331             |
| 2007 | 23,516             |
| 2008 | 23,453             |
| 2009 | 23,059             |
| 2010 | 22,199             |
| 2011 | 20,988             |
| 2012 | 23,998             |
| 2013 | 24,669             |
| 2014 | 24,485             |
| 2015 | 25,102             |

## 역 주변

### 북구
이즈미 구청과 이즈미추오 공원 사이의 도로상에는 키스 앤드 라이드용 포치가 있다.
- 센다이 시 이즈미 구청
- 이즈미 우체국
- 센다이 시 수도국 이즈미 청사 (이즈미 구청・동부 청사 내)
- 센다이 시 이즈미 문화 창조 센터 (이즈미티21)
- 이즈미추오 공원
- 미야기 현 이즈미 고등학교
- 센다이 시 이즈미 종합 운동장
  - Shellcom Sendai
- 센다이 시 발달 상담 지원 센터
- 쇼나이 은행 이즈미추오 지점
- 센다이 은행 쇼겐 지점

### 동구 (버스 터미널 입구)
- HUMOS SWiNG 정면 현관
  - fm이즈미 797
  - 이즈미추오 역 내 우체국
- SELVA
- 아리오 센다이 이즈미
- 이즈미 경찰서
- 센다이 시 이즈미 도서관
- 센다이 시 이즈미추오 역전 주차장
- 센다이 스타디움
- 이와테 은행 이즈미추오 지점
- 야마가타 은행 이즈미추오 지점
- 모리노미야코 신용 금고 이즈미추오 지점
- 이즈미나나키타 우체국

### 서구
- 센다이 시 건강 증진 센터
- 나나키타 공원
  - 나나키타 공원 체육관
  - 나나키타 공원 도시 녹화 홀
- 센다이 시립 센다이 상업 고등학교
- 도요 증권 센다이 지점
- 아키타 은행 센다이 이즈미추오 지점

## 사진

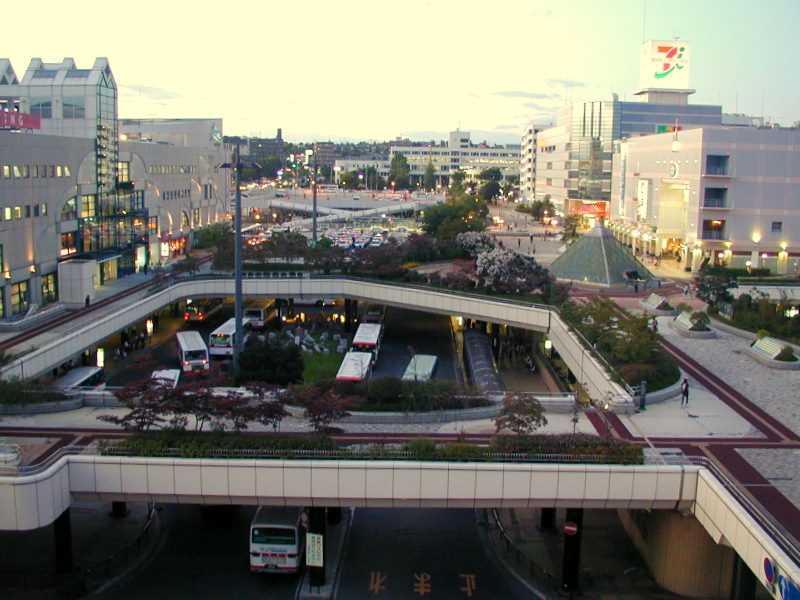
이즈미추오 역전 주차장에서 본 역 주변
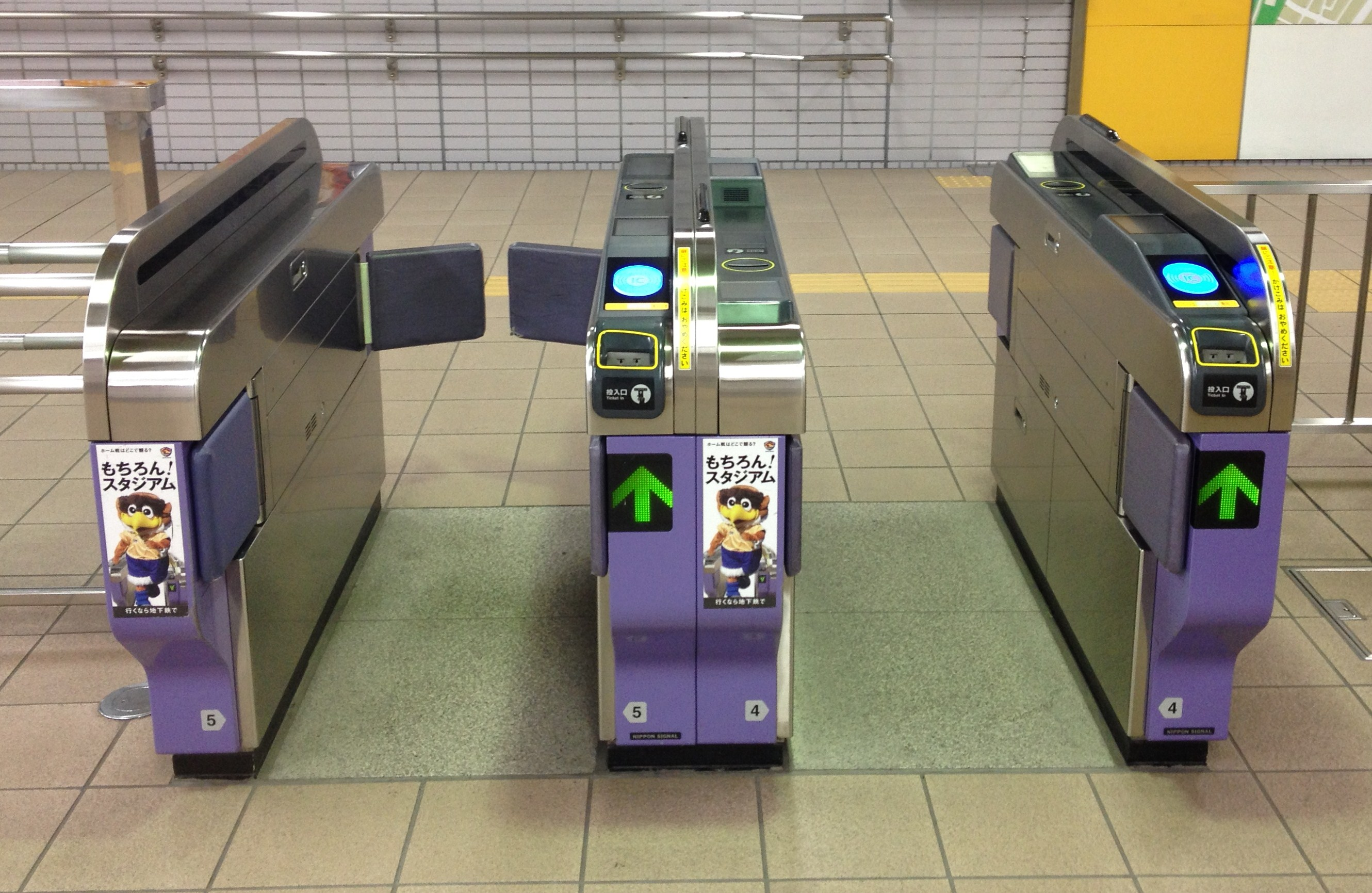
개찰구

## 인접역
| 센다이 시 지하철 ■ 난보쿠 선 | 센다이 시 지하철 ■ 난보쿠 선 | 센다이 시 지하철 ■ 난보쿠 선 |
| ---------------------------- | ---------------------------- | ---------------------------- |
| 시·종착역                    |                              | 야오토메 N 02 도미자와 방면  |